# 恩特雷纳
恩特雷納（Entrena）是一個西班牙的地區，鄰近拉里奧哈首府洛格羅尼奧。面積為21.03平方公里，2008年人口約為1,451。
42°23′N 2°32′W / 42.383°N 2.533°W